# Hippocampus biocellatus
 Hippocampus biocellatus és una espècie de peix de la família dels singnàtids i de l'ordre dels singnatiformes.

## Morfologia
Els mascles poden assolir els 10,8 cm de longitud total.

## Distribució geogràfica
Es troba a Austràlia Occidental.